# Senato della Repubblica (Turchia)
Il Senato della Repubblica (in turco Cumhuriyet Senatosu) è stata la camera alta del Parlamento turco tra il 1961 e il 1980. Venne istituito con la costituzione turca del 1961 e abolito con l'approvazione della costituzione del 1982, sebbene avesse già cessato la sua attività dopo il 12 settembre 1980 in seguito al colpo di stato del 1980.

## Storia
Sebbene il parlamento turco sia stato istituito nel 1920 per sostituire il vecchio parlamento ottomano che aveva un Senato (camera alta) e una Camera dei deputati (camera bassa), il nuovo parlamento era composto da un'unica camera. La costituzione turca del 1961 introdusse una camera alta chiamata Senato della Repubblica o, in breve, Senato. Il nome di "Grande Assemblea Nazionale della Turchia" (in turco Türkiye Büyük Millet Meclisi) si riferiva all'intero parlamento, comprese entrambe le camere. Le attività di entrambe le camere del parlamento, tuttavia, furono sospese dopo il colpo di stato turco del 1980. Con la costituzione del 1982 il Senato fu abolito.

## Composizione del Senato
Il Senato era composto da 150 membri eletti e 15 membri nominati dal presidente. Vi erano anche senatori noti come "membri naturali", che erano gli ex presidenti della Turchia (incluso il presidente della Repubblica di Hatay) e i 22 membri del comitato del colpo di stato del 1960 (in turco Milli Birlik Komitesi). Nel primo anno il Senato era composto da 188 membri.

## Elezioni
Nelle elezioni senatoriali del 1961, il sistema elettorale del Senato differiva da quello della camera bassa. Il metodo D'Hondt veniva utilizzato per la camera bassa (in turco Millet meclisi), mentre per il Senato era applicato il sistema maggioritario (vincitore pigliatutto). L'esito delle prime elezioni senatoriali (con l'esclusione degli indipendenti) fu il seguente:
| Nome del partito | Percentuale di voti | N. di seggi assegnati | Percentuale di seggi |
| ---------------- | ------------------- | --------------------- | -------------------- |
| CHP              | 37.2 %              | 36                    | 24 %                 |
| AP               | 35.4 %              | 71                    | 47 %                 |
| YTP              | 13.9 %              | 27                    | 18 %                 |
| CKMP             | 13.4 %              | 16                    | 11 %                 |

Dopo il 1961, l'evidente discrepanza tra la percentuale dei voti e il numero dei seggi fu severamente criticata e prima delle elezioni successive, il sistema elettorale per il Senato venne anche cambiato con il metodo D'Hondt il 17 aprile 1964.
Un'altra differenza riguardava il periodo elettorale. La durata complessiva della legislatura era di sei anni, in cui 1/3 dei seggi veniva eletto ogni due anni (in turco Üçtebir yenileme seçimi). La prima elezione (per tutti i 150 membri) si tenne il 15 ottobre 1961. I seggi in attesa di elezione erano decisi mediante sorteggio per la seconda e la terza elezione. L'ultima elezione si tenne il 14 ottobre 1979.